# Rob Simmons
Pour les articles homonymes, voir Simmons.

a Compétitions nationales et continentales officielles uniquement.

b Matchs officiels uniquement.
Dernière mise à jour le 22 mars 2025.
Rob Simmons, né le 19 avril 1989 à Theodore (Australie), est un joueur international australien de rugby à XV évoluant au poste de deuxième ligne. Il évolue avec l'ASM Clermont Auvergne en Top 14 depuis 2023.
Avec les Wallabies, il remporte le Tri-nations 2011 et le Rugby Championship 2015 puis s'incline en finale de la Coupe du monde 2015.

## Biographie

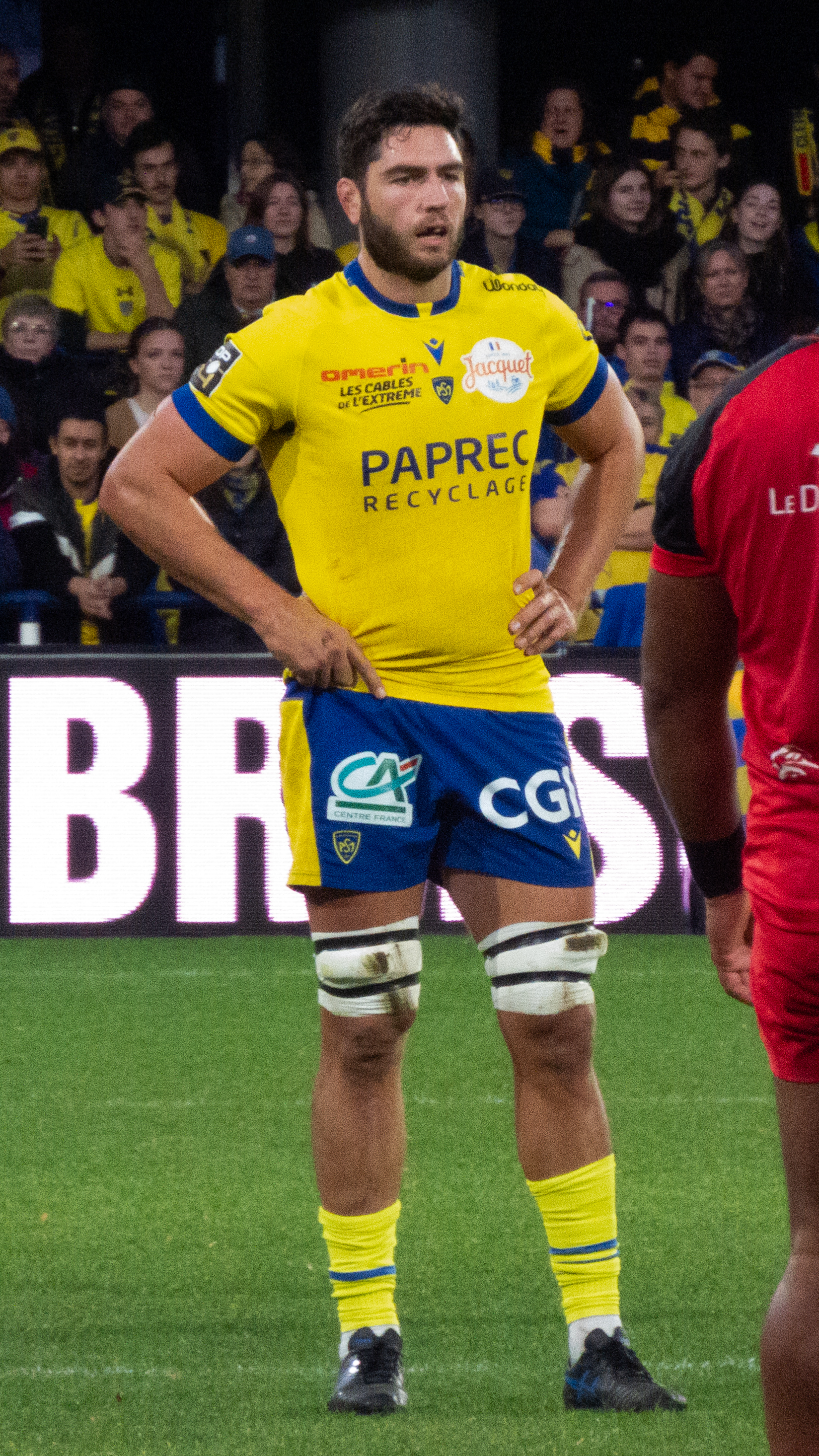
Rob Simmons sous le maillot clermontois, pendant la saison 2023-2024.

Rob Simmons fait ses débuts dans le Super Rugby avec les Queensland Reds en 2008. Deux ans plus tard, il obtient sa première cape internationale avec l'Australie le 24 juillet à l'occasion d'un match du Tri-nations contre l'équipe d'Afrique du Sud.
Il devient champion du Super Rugby le 9 juillet 2011 en s'imposant avec son club en finale face aux Crusaders 18 à 13. Durant l'été, il remporte le Tri-nations avec l'Australie. Puis, il est retenu par Robbie Deans le 18 août 2011 dans la liste des trente joueurs qui disputent la Coupe du monde. Il dispute cinq matchs de la Coupe du monde mais son équipe est battue en demi-finale et gagne ensuite la finale pour la troisième place,.
En juillet 2015, il est retenu pour le Rugby Championship. Les Australiens remportent la compétition pour la première fois depuis 2011. Le 21 août, il fait également partie du groupe australien sélectionné pour participer à la Coupe du monde 2015 en Angleterre. Les Wallabies vont jusqu'en finale de la compétition mais ils sont battus par la Nouvelle-Zélande sur le score de 34 à 17, il est titulaire lors de ce match.
En 2018, il signe un contrat de deux saisons avec les Waratahs à compter de la saison 2018.
En août 2019, il est sélectionné dans le groupe australien pour sa troisième Coupe du monde.
À partir de la saison 2020-2021, il signe dans le club anglais des London Irish évoluant en Premiership. En mai 2022, il dispute la finale de la Coupe d'Angleterre (en) mais son club est battu par les Worcester Warriors.
En mars 2023, il signe pour le club français de l'ASM Clermont Auvergne à partir de la saison 2023-2024. Il dispute sa première rencontre avec le club auvergnat dès la première journée de Top 14 contre Oyonnax Rugby, il inscrit son premier essai à cette occasion. Dans son nouveau club, il s'impose rapidement comme un élément important.

## Statistiques
Rob Simmons compte 106 sélections avec les Wallabies, depuis le 24 juillet 2010 à Brisbane face à l'équipe d'Afrique du Sud. Il inscrit trois essais.

## Palmarès

### En club et franchise
- Vainqueur du Super Rugby en 2011 avec les Reds.
- Finaliste de la Coupe d'Angleterre en 2022 (en) avec les London Irish.

### En sélection nationale
- Vainqueur du Tri-Nations/Rugby Championship en 2011 et 2015 avec l'équipe d'Australie.
- Troisième de la Coupe du monde en 2011 avec l'équipe d'Australie.
- Finaliste de la Coupe du monde en 2015 avec l'équipe d'Australie.